# Cornus florida
Cornus florida là một loài thực vật có hoa trong họ Cornaceae. Loài này được L. miêu tả khoa học đầu tiên năm 1753.
Đây là loài bản địa miền đông và trung bộ Bắc Mỹ, từ phía nam Maine tây sang phía nam Ontario, Illinois, và đông Kansas, và phía nam xa đến miền bắc Florida và miền đông Texas, có quần thể biệt lập ở Nuevo León và Veracruz ở đông bắc Mexico. Trong Ontario, loài cây này đã được đánh giá và hiện nay nằm trong danh mục loài nguy cấp. Cây rất thường được trồng làm cảnh ở các khu vực dân cư và công cộng vì lá bắc hoa sặc sỡ của chúng.
Có hai phân loài được công nhận.